# Sean Troha
Sean Troha (* 1987 oder 1988 in North Olmsted, Ohio) ist ein professioneller US-amerikanischer Pokerspieler. Er ist zweifacher Braceletgewinner der World Series of Poker.

## Pokerkarriere

### Werdegang
Seine erste Geldplatzierung bei einem Live-Pokerturnier erzielte Troha Mitte Juni 2014 im Venetian Resort Hotel in Paradise am Las Vegas Strip. Mitte Oktober 2014 gewann er beim Circuit der World Series of Poker (WSOP) in Hammond im US-Bundesstaat Indiana gleich zwei Turniere. Für seine Siege in den Varianten Pot Limit Omaha und No Limit Hold’em erhielt der Amerikaner zwei goldene Ringe sowie Preisgelder von rund 70.000 US-Dollar. Im Juni 2015 war er erstmals bei der WSOP-Hauptturnierserie im Rio All-Suite Hotel and Casino am Las Vegas Strip erfolgreich und kam bei drei Turnieren in die Geldränge. Troha belegte den mit über 70.000 US-Dollar dotierten 15. Platz beim Millionaire Maker und platzierte sich auch im Main Event auf den bezahlten Rängen. Auch in den folgenden Jahren kam er jedes Jahr zu mehreren WSOP-Geldplatzierungen, ohne jedoch größere Preisgelder einzustreichen. Bei der WSOP 2022, die erstmals im Bally’s Las Vegas und Paris Las Vegas ausgespielt wurde, entschied der Amerikaner die Pot-Limit Omaha Championship für sich. Er setzte sich gegen 682 andere Spieler durch und erhielt ein Bracelet sowie den Hauptpreis von mehr als 1,2 Millionen US-Dollar. Im März 2023 erzielte Troha bei der PGT PLO Series im Aria Resort & Casino am Las Vegas Strip vier Geldplatzierungen und gewann das in Pot Limit Omaha Hi-Lo gespielte vierte Turnier mit einer Siegprämie von 200.000 US-Dollar. Bei der WSOP 2023 siegte er bei einem Turnier in Pot Limit Omaha und sicherte sich sein zweites Bracelet sowie rund 300.000 US-Dollar.
Insgesamt hat sich Troha mit Poker bei Live-Turnieren knapp 2,5 Millionen US-Dollar erspielt.

### Braceletübersicht
Troha kam bei der WSOP 26-mal ins Geld und gewann zwei Bracelets:
| Jahr | Buy-in (in $) | Turnier                               | Teilnehmer | Preisgeld (in $) |
| ---- | ------------- | ------------------------------------- | ---------- | ---------------- |
| 2022 | 10.000        | Pot-Limit Omaha 8-Handed Championship | 0683       | 1.246.770        |
| 2023 | 01.500        | Pot-Limit Omaha                       | 1355       | 0.298.192        |